# ریورویو (آلاباما)
ریورویو (به انگلیسی: Riverview) شهری در شهرستان اسکامبیا ایالت آلاباما است که مساحت آن ۳٫۸ کیلومتر مربع است و در سرشماری سال ۲۰۱۰ میلادی، ۱۸۴ نفر جمعیت داشته و تراکم جمعیتی آن، ۴۸٫۴۲ نفر در هر کیلومتر مربع بوده است.